# Voyeur – das junge magazin
voyeur – das junge magazin war ein werbefinanziertes Jugendmagazin, das bundesweit in Deutschland erschien und Regionalausgaben in den Metropolregionen Hamburg, Berlin, Niedersachsen, Nordrhein-Westfalen, Rhein-Main, Sachsen, Stuttgart und München hatte. Der „voyeur“ erschien in einer Auflage von 325.000 Exemplaren und wird direkt an Schulen und Bildungseinrichtungen, in Trendgeschäften, Kinos, Bars und Cafés abgegeben.
Es wurde herausgegeben vom IPG-Verlag in Hamburg.